# Pycnospora lutescens
Pycnospora lutescens là một loài thực vật có hoa trong họ Đậu. Loài này được (Poir.) Schindl. miêu tả khoa học đầu tiên.